# Серов
Серов (рус. Серов) град је у Русији у Свердловској области. Према попису становништва из 2010. у граду је живело 99.381 становника.

## Становништво
Према прелиминарним подацима са пописа, у граду је 2010. живело 99.381 становника, 423 (0,42%) мање него 2002.
| 1939.  | 1959.  | 1970.   | 1979.   | 1989.   | 2002.  | 2010.  |
| ------ | ------ | ------- | ------- | ------- | ------ | ------ |
| 64.890 | 97.882 | 100.679 | 101.481 | 104.158 | 99.804 | 99.373 |